# Villard-Saint-Christophe
Villard-Saint-Christophe település Franciaországban, Isère megyében. Lakosainak száma 398 fő (2022. január 1.). Villard-Saint-Christophe Cholonge, Lavaldens, La Morte, Pierre-Châtel, Saint-Honoré és Saint-Théoffrey községekkel határos.

## Népesség
A település népessége az elmúlt években az alábbi módon változott:
| Lakosok száma | 229  | 216  | 226  | 335  | 412  | 408  | 406  | 403  | 401  | 398  |
|               | 1968 | 1982 | 1990 | 2006 | 2013 | 2015 | 2017 | 2019 | 2020 | 2022 |